# 156990 Claerbout
156990 Claerbout este un asteroid din centura principală de asteroizi.

## Descriere
156990 Claerbout este un asteroid din centura principală de asteroizi. A fost descoperit pe 28 mai 2003 la Needville de Joseph A. Dellinger. Asteroidul prezintă o orbită caracterizată de o semiaxă mare de 2,68 ua, o excentricitate de 0,04 și o înclinație de 23,0° în raport cu ecliptica.